# DeAnté
DeAnté was een Nederlandse boyband aan het eind van de jaren 1990-1999. De groep is genoemd naar Danhof en Terence.
De vier heren waren Iwan Cairo, Marc Danhof, Rojay Griffith en Terence Esajas. De band had toen de naam Embraze. Ze kregen enige bekendheid met het meedoen aan het Nationaal Songfestival 1999. Marlayne Sahupala won dat festival met One good reason en mocht gaan meedoen aan het Eurovisiesongfestival 1999. Alhoewel Marlayne afgetekend won, scoorde DeAnté met hun liedje We don't live too long een grotere hit. Na nog twee hits ging de band uit elkaar. In de tijd dat deze bestond, stond de band onder meer in het voorprogramma van Destiny’s Child en verzorgde een optreden in een van de grootste discotheken in Amsterdam, de Escape.

## Discografie

### Album
- 2000: Global victory

### Singles
- 1999: We don't live too long
- 2000: Do what you wanna do
- 2000: Crazy (if you won't come back)